# Biantes fuscipes
Biantes fuscipes – gatunek kosarza z podrzędu Laniatores i rodziny Biantidae.

## Występowanie
Gatunek występuje w Azji Południowo-Wschodniej.